# Viskyar Ridge
Viskyar Ridge är en bergstopp i Antarktis. Den ligger i Sydshetlandsöarna. Argentina, Chile och Storbritannien gör anspråk på området. Toppen på Viskyar Ridge är 214 meter över havet.
Terrängen runt Viskyar Ridge är kuperad åt nordväst, men söderut är den platt. Havet är nära Viskyar Ridge åt sydost. Trakten är glest befolkad. Närmaste befolkade plats är Maldonado Station, 11,1 kilometer norr om Viskyar Ridge. 